# Qiongthela baishensis
Espèce
Qiongthela baishensis est une espèce d'araignées mésothèles de la famille des Liphistiidae.

## Distribution
Cette espèce est endémique de Hainan en Chine. Elle se rencontre dans le xian de Baisha.

## Description
Le mâle holotype mesure 16,75 mm et les femelles de 13,30 à 14,15 mm.

## Systématique et taxinomie
Cette espèce a été décrite par Xu en 2015.

## Étymologie
Son nom d'espèce, composé de baish[a] et du suffixe latin -ensis, « qui vit dans, qui habite », lui a été donné en référence au lieu de sa découverte, le xian de Baisha.

## Publication originale
- Xu, Liu, Chen, Ono, Li & Kuntner, 2015 : « A genus-level taxonomic review of primitively segmented spiders (Mesothelae, Liphistiidae). » ZooKeys, no 488, p. 121-151 (texte intégral).